# آلباتروس ال۶۰
آلباتروس ال۶۰ (به انگلیسی: Albatros_L_60) یک هواگرد از نوع هواگرد چندمنظوره ساخت شرکت آلباتروس فلوکتسایک‌ورک در آلمان است. هواگرد آلباتروس ال۶۰ نخستین پروازش را در ۱۹۲۳ میلادی انجام داد.